# Крайнем
Крайнем (на нидерландски: Kraainem) е селище в Централна Белгия, окръг Хале-Вилворде на провинция Фламандски Брабант. Населението му е около 13 200 души (2006).